# Georges Sprockeels
Georges Ghislain Joseph Sprockeels (Heverlee, 26 mei 1926 - Leuven, 6 mei 1991) was een Belgisch volksvertegenwoordiger en senator.

## Levensloop
Kandidaat in de wijsbegeerte en letteren aan de Katholieke Universiteit Leuven, was Sprockeels beroepshalve industrieel. Ook was hij actief bij het Liberaal Verbond voor Zelfstandigen. Tijdens de Tweede Wereldoorlog was hij actief in het verzet.
In 1965 werd hij gemeenteraadslid van Leuven, waar hij van 1965 tot 1970 en van 1977 tot 1988 schepen was. In 1965 werd hij voor de PVV lid van de Kamer van volksvertegenwoordigers voor het arrondissement Leuven en vervulde dit mandaat tot in 1987. Hij werd vervolgens verkozen in de Senaat als rechtstreeks gekozen senator voor hetzelfde arrondissement en oefende dit mandaat uit tot aan zijn dood.
In de periode december 1971-oktober 1980 zetelde hij als gevolg van het toen bestaande dubbelmandaat ook in de Cultuurraad voor de Nederlandse Cultuurgemeenschap, die op 7 december 1971 werd geïnstalleerd. Vanaf 21 oktober 1980 tot aan zijn overlijden op 6 mei 1991 was hij lid van de Vlaamse Raad, de opvolger van de Cultuurraad en de voorloper van het huidige Vlaams Parlement.